# Katsepy
Katsepy is een plaats en commune in het noordwesten van Madagaskar, behorend tot het district Mitsinjo, dat gelegen is in de regio Boeny. Tijdens een volkstelling in 2001 telde de plaats 9.948 inwoners.
Bij de plaats bevindt zich een zeehaven. De plaats biedt enkel lager onderwijs aan. 40 % van de bevolking werkt als landbouwer, 30 % houdt zich bezig met veeteelt en 29 % verdient zijn brood als visser. Het belangrijkste landbouwproduct is rijst; andere belangrijke producten zijn catechuzaden en raffia. Verder is 1% actief in de dienstensector.